# Pamina-Radweg Lautertal
Der Pamina-Radweg Lautertal ist ein Radweg in Rheinland-Pfalz, der durch den Pfälzerwald und die Oberrheinische Tiefebene verläuft. Im Osten führt er außerdem für einige Kilometer über französisches Staatsgebiet.

## Name
Sein Name bezieht sich zum einen auf den Eurodistrikt PAMINA, womit er der Tatsache, dass er sowohl auf deutschem als auch auf französischem Staatsgebiet verläuft, Rechnung trägt und zum anderen auf die Lauter, der er auf gesamter Länge folgt. Dabei wechselt er immer wieder zwischen dem linken und dem rechten Ufer der Lauter. Sein Langname lautet Deutsch-Französischer Pamina-Radweg Lautertal; teilweise ist ebenso die Bezeichnung „Wieslautertal-Radweg“ gebräuchlich.

## Verlauf
Der Radweg beginnt im Norden unmittelbar an der Bundesstraße 10 und verläuft anschließend durch Hinterweidenthal. Parallel zu ihm verläuft auf gesamter Länge die Wieslauterbahn. Danach passiert er die Stadt Dahn sowie deren Stadtteil Reichenbach. Danach passiert er Bruchweiler-Bärenbach sowie die zur Gemeinde Rumbach gehörenden Wohnplätze Falkenberg und Falkenmühle. Hierauf verläuft er am westlichen Ortsrand von Bundenthal sowie am südlichen von Niederschlettenbach. Nachdem er Bobenthal durchquert hat, überschreitet er die Staatsgrenze zu Frankreich, um durch Weißenburg zu führen. Zurück auf deutschem Staatsgebiet, inzwischen in der Oberrheinischen Tiefebene angelangt, verläuft er entlang des Südrandes des Bienwalds durch die Orte Scheibenhardt und Berg, um schließlich innerhalb der Gemarkung von Neuburg am Rhein am linken Ufer des Rheins seinen Endpunkt zu finden.